# Symphonie no 1 de Lutosławski
Pour les articles homonymes, voir Symphonie no 1.
La Symphonie no 1 est la première des quatre symphonies de Witold Lutosławski.

## Historique
Elle a été écrite entre 1941 et 1947 durant une période historiquement difficile, le compositeur subissant les invasions allemandes et soviétiques de Varsovie.
Elle a été créée le 6 avril 1948 à Katowice par l'Orchestre radio symphonique de Pologne sous la direction de Grzegorz Fitelberg. L'accueil officiel fut froid et l'œuvre fut taxé de « formaliste » par les autorités soviétiques qui en interdirent la diffusion.

## Structure
Elle se compose de quatre mouvements et sa durée d'exécution est d'un peu moins d'une demi-heure.
1. Allegro giusto
2. Poco adagio
3. Allegro misterioso
4. Allegro vivace